# طرح خودروی انفجاری ۲۰۱۰ پورتلند
طرح خودروی انفجاری ۲۰۱۰ پورتلند (به انگلیسی: 2010 Portland car bomb plot)؛ مربوط به رویدادی بود که در جریان آن محمد عثمان محمود (متولد ۱۹۹۱) یک دانشجوی سومالیایی - آمریکایی در صدد انفجار یک خودروی بمب‌گذاری‌شده در کنار یک درخت چراغانی‌شدهٔ کریسمس در پورتلند، اورگن بود. وی در عملیات اف‌بی‌آی در ۲۶ نوامبر ۲۰۱۰ دستگیر گردید. او به اتهام استفاده از جنگ‌افزار کشتارجمعی محاکمه گردید. وکیل محمود استدلال کرد که موکل او اغفال شده‌است. در ۳۱ ژانویهٔ ۲۰۱۳ یک هیئت منصفه محمد را مجرم شناخت. قرار بود که او در ۱۸ دسامبر۲۰۱۳ محکوم شود. به‌هرحال، محکومیت وی در دفاعیاتش با پیشنهاد جدیدی منتفی گردید. در سپتامبر ۲۰۱۴ محمود، با در نظر گرفتن سال‌هایی که در زندان بوده، به ۳۰ سال زندان در دادگاه فدرال محکوم گردید. همچنین این محکومیت، پس از آزادی از زندان در سال ۲۰۴۰، شامل تحت نظر بودن مادام‌العمر نیز هست.

## سابقه و حادثه
محمد در سومالی متولد شده‌است. وی به عنوان پناهنده به آمریکا رفت و در بیورتون اورگن، حومهٔ منطقهٔ شهری پورتلند بزرگ شد. به او شهروندی آمریکا اعطاء شده‌است. محمد از دبیرستان وست‌ویو در شهر بیورتون فارغ‌التحصیل شد او به دانشگاه ایالتی اورگن رفت، اما در ۶ اکتبر ۲۰۱۰، بدون این‌که مدرکی کسب کند ترک تحصیل کرد. در زمان حادثه، او ساکن کرولیس، اورگن بود.
محمد با نام مستعار ابومبارک، مقالاتی را به زبان انگلیسی دربارهٔ آمادگی جسمانی برای انتشار تجدید خاطرات جهاد نوشت. این به عنوان بخشی از اقدام قبلی وی برای پیوستن به ایدئولوژی خشونت جهادی محسوب می‌شد. او با یک دانشجوی سابق آمریکایی که در پاکستان زندگی می‌کرد رابطه برقرار کرد.
محمد برای ماه‌ها تحت نظر اف‌بی‌آی قرار داشت. بنا به گزارش‌هایی که مورد توجه اف‌بی‌آی قرار گرفت محمد در حال رد و بدل کردن یک ایمیل با مردی بود که از خاورمیانه برگشته بود. وی کسی بود که توسط مأموران مجری قانون به یک «نوآموز تروریسم» شناخته می‌شد. این مرد قبلاً در اورگن زندگی می‌کرد. بر اساس گزارش‌ها، وی قبل از این‌که ابتدا به یمن و بعد هم به پاکستان برود با محمد چند بار دیدار داشته‌است.
یک سال پیش از دستگیری، او به‌خاطر تجاوز به یک زن مست در یک مناسبت عمومی در محوطهٔ دانشگاه ایالتی اورگن متهم گردید ولی بازداشت نشد.
پیش از دستگیری محمد، یک مأمور مخفی اف‌بی‌آی از ژوئن ۲۰۱۰ با وی در ارتباط بود. در تاریخ ۱۰ ژوئن ۲۰۱۰ اف‌بی‌آی وی را در لیست پرواز ممنوع قرار داد که مانع از مسافرت وی به کودیاک، آلاسکا از طریق فرودگاه بین‌المللی پورتلند می‌شد. دادستان گفت که او در عوض توسط اف‌بی‌آی مورد مصاحبه قرار گرفت. او گفته بود که قصد دارد پول به‌دست بیاورد و برای پیوستن به «برادران» خود اقدام به مسافرت کند. او قبلاً قصد داشت که به یمن مسافرت کند ولی قادر به کسب بلیط یا ویزا نشد.
در هنگام آماده‌سازی طرح انفجار در تجمع عمومی، محمد و مأمور مخفی اف‌بی‌آی به سمت منطقهٔ دور افتاده‌ای در شهرستان لینکلن، اورگن رفتند؛ منطقه‌ای که در ۴ نوامبر، انفجار یک بمب واقعی که گمان می‌رود در کوله‌پشتی محمد پنهان کرده بودند را آزمایش کردند.
عملیات اصلی بمب‌گذاری در «میدان پیشگام کاخ دادگستری» در گوشهٔ جنوب غربی خیابان یام‌هیل و خیابان ششم صورت گرفت. این محلی است که ده‌ها هزار تن از مردم برای روشن کردن سالانهٔ درخت کریسمس گردهم آمده بودند. بمب قلابی در یک ون سفیدرنگ قرار داشت که شش دبه گالنی ۵۵ لیتری را حمل می‌کرد که به‌نظر می‌رسید فتیله‌های انفجاری واقعی به همراه درپوش‌های پلاستیکی باشند. محمد سعی کرد تا با شماره گرفتن تلفنی که به آن وصل شده بود بمب را منفجر کند. وقتی که بمب منفجر نشد، مأمور مخفی پیشنهاد کرد که او از خودرو خارج شده تا موقعیت دریافت بهتری داشته باشد. وقتی او از خودرو خارج شد دستگیر گردید. از آنجا که اف‌بی‌آی مطمئن بود که بمب مواد منفجره ندارد و حتی کلاهک‌های انفجاری نیز مهمات مشقی بودند، مردمی که در آنجا تجمع کرده بودند در معرض خطر نبودند.
طبق استشهاد، محمد به مأموران گفت: «به‌هرحال، من می‌خواستم که در پایان این ماجرا، هر کس کشته یا مجروح این صحنه را ترک کند».

## تحلیل
تحلیل‌گران تردید دارند که نیروهای عملیاتی اف‌بی‌آی در این ماجرا دخیل بوده‌اند. یک ستون‌نویس اورگنین سؤال می‌کند «تا چه حد محمد می‌توانست بدون کمک آن نیروها در جاده پیش برود؟.» هیچ تشابهات حیرت‌انگیزی با موردی که هم‌زمان در نزدیکی بالتیمور ایالت مریلند اتفاق افتاد وجود ندارد. ستون‌نویس اورگنین از یک کارشناس دانشگاه نیویورک نقل کرد که چنین مواردی، سال‌هاست که به عنوان استراتژی اف‌بی‌آی به آن دامن زده می‌شود احتمالاً، با آگاهی از دفاعیات قانونی مبنی بر موضوعات فریب، بر اساس گزارش‌ها، مأموران اف‌بی‌آی چندین گزینه از جمله محل نیایش را برای بمب‌گذاری با تلفات گسترده جمعی به محمد پیشنهاد کرده‌اند. بنا به گزارش‌ها، محمد اصرار داشت که او می‌خواهد یک نقش مؤثر ایفاء کند، و حتی خواست که خودش هدف را برای بمب‌گذاری انتخاب کند. همچنین به او چندین بار گفته شده بود که طرح بمب‌گذاری او می‌تواند زنان و کودکان را به قتل برساند. همین‌طور، چندین فرصت به وی داده شد تا از این طرح منصرف شود اما او به مأموران گفت: «از زمانی‌که ۱۵ سال داشته‌است به تمامی این مسائل فکر کرده‌است… قصد او نمایش یک آتشبازی است… یک نمایش تماشایی است.» کریستوفر دیکی از نیوزویک گفته‌است که اف‌بی‌آی هیچ شانسی را در دادگاه افکار عمومی نخواهد داشت که مطمئن سازد محمد به عنوان یک قربانی فریب ظاهر نخواهد شد. وی می‌نویسد که شاهد کلیدی منتسب به ملاقات ۳۰ ژوئن ممکن است که مفقود شده باشد. دادگاه به اف‌بی‌آی دستور داد که واسطه‌ها را حفظ کرده و تجهیزات را ضبط کند. اشاره می‌کند که با توجه به سیاست اف‌بی‌آی در موضوعات مشابه، مارتین استولار قاضی نیویورکی مدعی شد که مفقود شدن چنین اسنادی عامدانه بوده‌است. او گفت: «مادامیکه فردی تحریک شده باشد و مأموران با ارتکاب جنایت موافق باشند، این زمانی است که ضبط نوار شروع می‌شود. او پیشاپش برای ارتکاب جنایت تحریک شده‌است، پس هر چیزی که در نوار ضبط شده‌است مزخرف و بی‌معنی هستند».
واشینگتن پست مشخصه‌ای را ترسیم می‌کند که ریشه ایدئولوژی افراطی که توسط جوانان سومالیایی مانند محمد برای اسلامی‌سازی سومالی بکار گرفته می‌شود به سقوط دولت سوسیالیست محمد زیادباره برمی‌گردد.
محمد عبداللهی عمر وزیر خارجهٔ سومالی گفت: «جرم محمد، نه سومالی را نمایندگی می‌کند و نه نمونه‌ای از سومالی است. سومالیایی‌ها مردمانی صلح‌طلب هستند.» وی اضافه کرد که دولت سومالی «هم آماده است و هم می‌خواهد که برای جلوگیری از چنین تلاش‌هایی در آینده کمک کند».

## دادگاه
محمد به اتهام تلاش برای استفاده از جنگ‌افزار کشتارجمعی زندانی شد. دادگاه او که در ۱۰ ژانویهٔ ۲۰۱۳ آغاز شد و در ۳۱ ژانویه به پایان رسید. در ابتدا قرار بود که در تاریخ ۲۷ ژوئن ۲۰۱۳ محاکمه گردد. به درخواست مطرح شده در ۱۷ ژوئن، دادستان‌های فدرال درخواست کردند که محکومیت به‌مدت دو یا سه ماه به تعویق بیفتد زیرا دولت برای آماده کردن شواهد محکومیت، به زمان بیشتری نیاز داشت.
محاکمهٔ محمود متعاقباً برای ۱۸ دسامبر ۲۰۱۳ برنامه‌ریزی مجدد شد و بعد هم با پیشنهادهای دفاعی قبل از موعد، منتفی گردید. در اکتبر ۲۰۱۴ محمد به سی سال حبس در زندان فدرال با در نظر گرفتن زمان دستگیری، و نیز تحت نظر بودن مادام العمر بعد از سال ۲۰۳۷ که آزاد می‌شود محکوم گردید. او در ویکتورویل، انستیتوی تأدیبی فدرال که یک زندان ایالتی با ضریب امنیتی متوسط در سن برناردینو کانتی ایالت کالیفرنیا است نگهداری می‌شود.

## آتش زدن مسجد
مرکز اسلامی سلمان الفریسی در شهر کرولیس، اورگن، جایی که محمود گاهی از خدمات آن برخوردار بود در ۲۸ نوامبر ۲۰۱۰ به آتش کشیده شد. پلیس علت را آتش‌سوزی عمدی اعلام کرد و آن را به عنوان یک جنایت نفرت‌انگیز مورد تحقیق قرار داد. در پاسخ، شورای روابط آمریکایی-اسلامی به مقامات فراخوان داد تا حضور خودشان را در جوامع مسلمانان ایالت اورگن افزایش دهند. در ۲۴ اوت ۲۰۱۱ مأموران فدرال، فرد ۲۴ ساله‌ای به‌نام کودی ست کرافورد را بر اساس کیفرخواست جرائم نفرت‌انگیز فدرال که اظهار می‌دارد آتش‌سوزی عمدی مسجد با انگیزه‌های نژادپرستانه صورت گرفته‌است، دستگیر کرد. یک قاضی فدرال دستور داد که کرافورد با توجه به پیشینهٔ دستگیری قبلی او، به عنوان خطری برای جامعه بازداشت گردد. وکلای انتصابی دادگاه کرافورد گفتند که وی معتاد به الکل بوده و از بیماری روانی رنج می‌برد. کرافورد به اتهام تخریب اموال مذهبی مجرم شناخته شد و به ۵ سال کار در مراکز آموزشی محکوم گردید.